# Sunnyland Slim
Sunnyland Slim (Vance, 1906. szeptember 5. – Chicago, 1995. március 17.) amerikai zongorista, énekes, dalszerző. Albert Luandrew − aki Sunnyland Slim néven vált ismertté − amerikai blueszongorista volt. A Mississippi-deltában született. Amikor Chicagóba költözött, jelentős szereplője lett annak, hogy a város a háború utáni blues központjává váljon.

## Pályafutása
Sunnyland Slim egy farmon született a Mississippi állambeli Quitman megyében. 1925-ben a Tennessee állambeli Memphisbe költözött, ahol a korabeli népszerű blueszenészekkel lépett fel. Művészneve a „Sunnyland Train” című dalból származik, amely a Memphis és a Missouri állambeli St. Louis közötti vasútvonalról szól.
1942-ben Chicagóba költözött, és az évek során olyan zenészekkel játszott együtt, mint Muddy Waters, Howlin’ Wolf, Robert Lockwood Jr. és Little Walter.
Zongorastílusát a balkezes mély basszusok és vampelő akkordok, jobbal a tremolók jellemzik.
Hangosan, deklamátoros stílusban énekelt. Sunnyland Slim első lemezfelvétele Armand „Jump” Jackson együttese énekeseként készült 1946 szeptemberében. Az 1960-as évek végén összebarátkozott a Canned Heat együttes tagjaival, és zongorázott a „Boogie with Canned Heat” című albumukon.
1988-ban a National Endowment for the Arts által odaítélt National Endowment for the Arts díjban részesült, ami az Egyesült Államok kormányának legmagasabb kitüntetése a népművészet és a hagyományos művészetek területén. 1995 márciusában halt meg Chicagóban, veseelégtelenség okozta szövődmények következtében, 88 éves korában.

## Albumok
- 1969: Midnight Jump
- 1969: Slim's Got His Thing Goin' on
- 1969: Slim's Shout (Original Blues Classics)
- 1971: Depression Blues
- 1973: Plays Ragtime Blues
- 1975: Sunnyland Slim & Little Brother Montgomery
- 1977: She Got That Jive
- 1979: Patience Like Job
- 1986: Chicago Jump
- 1989: Be Careful How You
- 1991: Live in Europe
- 1994: Decoration Day
- 1994: Chicago Blues Sessions
- 1995: Live at the D.C. Blues Society
- 1995: Sunnyland Train
- 1998: She Got a Thing Goin' On
- 1999: Smile on My Face
- 2006: Blues Legends Live

## Díjak
- 1988: National Endowment for the Arts által megítélt „National Endowment for the Arts” díj

## Fordítás
Ez a szócikk részben vagy egészben  a   Sunnyland Slim című angol Wikipédia-szócikk ezen változatának fordításán alapul.  Az eredeti cikk szerkesztőit annak laptörténete sorolja fel. Ez a jelzés csupán a megfogalmazás eredetét és a szerzői jogokat jelzi, nem szolgál a cikkben szereplő információk forrásmegjelöléseként.